# Pithecellobium unguis-cati
Pithecellobium unguis-cati là một loài thực vật có hoa trong họ Đậu. Loài này được (L.) Benth. miêu tả khoa học đầu tiên.